# Perdite radiative della corona solare
In astronomia e in astrofisica, per perdite radiative della corona solare si intende il flusso di energia irradiato dall'atmosfera esterna del Sole (che si divide tradizionalmente in cromosfera, regione di transizione e corona), ed in particolare l'insieme della produzione di radiazione elettromagnetica proveniente dalla corona solare e dalla regione di transizione, dove il plasma è otticamente sottile. In cromosfera, invece, al di sotto del punto minimo di temperatura di 4400 K, cioè nella zona in cui la temperatura decresce verso l'esterno a partire dal valore fotosferico di circa 6000 K, la profondità ottica è dell'ordine di 1 e la radiazione emessa è termica.
La corona si estende per diversi raggi solari oltre la fotosfera e appare molto complessa ed eterogenea nelle immagini riprese dai satelliti nei raggi X. La struttura e la dinamica della corona sono dominate dal campo magnetico. Ci sono forti evidenze che anche il meccanismo di riscaldamento, responsabile della sua alta temperatura di milioni di gradi, sia legato al campo magnetico del Sole.
Il flusso di energia irradiato dalla corona varia nelle regioni attive, nel Sole quieto e nei buchi coronali; in effetti, parte dell'energia viene irradiata verso l'esterno, ma approssimativamente la stessa quantità di energia è condotta verso la cromosfera, attraverso la ripida regione di transizione. Nelle regioni attive il flusso di energia è di circa 107 erg cm−2 s−1, nel Sole quieto, è di circa 8 105 - 106 erg cm−2 s−1, e nei buchi coronali 5 105 -  8 105 erg cm−2 s−1, incluse le predite dovute al vento solare. 
La potenza richiesta è una piccola frazione del flusso totale irradiato dal Sole, ma questa energia è sufficiente a mantenere il plasma alla temperatura di milioni di gradi, dato che la densità è molto bassa ed i processi di radiazione sono diversi da quelli che si verificano nella fotosfera, come è illustrato in dettaglio nel prossimo paragrafo.

## Processo e descrizione delle perdite radiative della corona solare
Le onde elettromagnetiche provenienti dalla corona solare sono emesse principalmente nei raggi X. Questa radiazione non è visibile dalla Terra, perché è filtrata dall'atmosfera. Prima del lancio delle sonde spaziali, la corona poteva essere osservata solo in luce bianca durante le eclissi, ma a partire dagli anni sessanta è stata fotografata nei raggi UV e X da numerosi satelliti (Pioneer 5, 6, 7, 8, 9, Helios, Skylab, SMM, NIXT, Yohkoh, SOHO, TRACE, Hinode). 

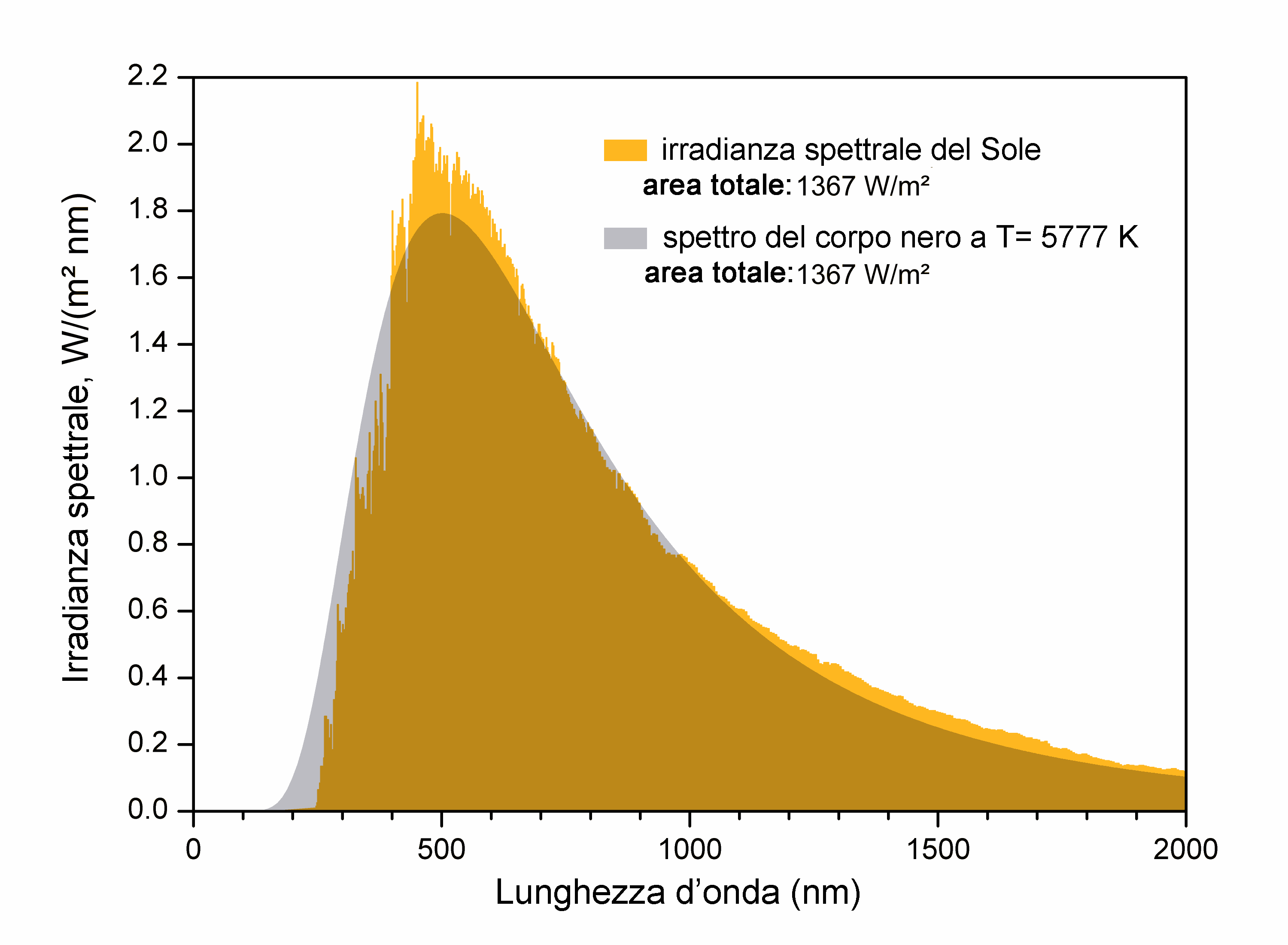
La temperatura effettiva del Sole (area gialla) raffrontata con quella di un corpo nero delle stesse dimensioni che emetta la medesima quantità di energia radiante (area grigia).

Il plasma che emette è quasi completamente ionizzato e molto leggero, la sua densità è compresa tra 10−16 e 10−14 g/cm3. Le particelle sono così rade che quasi tutti i fotoni possono lasciare la superficie del Sole senza interagire con la materia al di sopra della fotosfera: in altre parole, la corona è trasparente alla radiazione e l'emissione del plasma è otticamente sottile. L'atmosfera del Sole non è l'unico esempio di sorgente di raggi X, dal momento che plasmi caldi sono presenti ovunque nell'Universo: dalle corone stellare agli aloni galattici. Questi ambienti stellari sono oggetto della astronomia dei raggi X.
In un plasma otticamente sottile la materia non è in equilibrio termodinamico con la radiazione, perché le collisioni tra le particelle e i fotoni sono molto rare, e in effetti la velocità quadratica media dei fotoni, degli elettroni, dei protoni e degli ioni non è la stessa: dovremmo definire una temperatura per ciascuna di tali popolazioni di particelle. Il risultato è che lo spettro di emissione non segue la distribuzione spettrale della radiazione di corpo nero, ma dipende solo da quei processi collisionali che si verificano in un plasma molto rarefatto. 

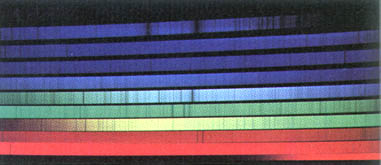
Le linee o righe di Fraunhofer dello spettro solare.

Mentre le righe di Fraunhofer provenienti dalla fotosfera sono righe di assorbimento, principalmente emesse da ioni che assorbono i fotoni della stessa frequenza della transizione ad un livello energetico superiore, le righe coronali sono righe di emissione prodotte da ioni di metalli che erano stati eccitati a uno stato superiore da processi collisionali. Molte righe spettrali sono emesse dagli atomi altamente ionizzati, come calcio e ferro, che hanno perso la maggior parte dei loro elettroni esterni; queste righe di emissione possono essere formate solo a determinate temperature, e quindi la loro individuazione negli spettri è sufficiente a determinare la temperatura del plasma che emette.
Alcune di queste righe spettrali possono essere proibite sulla Terra. In realtà, le collisioni tra le particelle possono eccitare gli ioni in stati metastabili; in un gas denso questi ioni si scontrano immediatamente con altre particelle e quindi si diseccitano con una transizione permessa ad un livello intermedio, mentre nella corona è più probabile che questo ione rimanga nel suo stato metastabile, finché non incontra un fotone della stessa frequenza della transizione proibita allo stato più basso. Questo fotone induce lo ione ad emettere con la stessa frequenza per emissione stimolata. Le transizioni proibite da stati metastabili sono spesso chiamate righe satellite.
La spettroscopia della corona permette la determinazione di molti parametri fisici del plasma che emette. Confrontando le intensità delle righe di diversi ioni di uno stesso elemento, la temperatura e la densità possono essere misurate con buona approssimazione: i diversi stati di ionizzazione sono regolati dall'equazione di Saha. Lo spostamento Doppler dà una buona misura delle velocità lungo la linea di vista, ma non nel piano perpendicolare. La larghezza di riga dovrebbe dipendere dalla distribuzione di Maxwell-Boltzmann delle velocità alla temperatura di formazione della riga (allargamento termico), mentre è spesso più grande del previsto. L'allargamento può essere dovuto alla pressione, quando le collisioni tra le particelle non sono frequenti, oppure può essere causato dalla turbolenza: in questo caso la larghezza della riga può essere utilizzata per stimare la velocità macroscopica anche sulla superficie del Sole, ma con una grande incertezza.
Il campo magnetico può essere misurato grazie all'effetto Zeeman.

## Emissione di un plasma otticamente sottile
I processi di radiazione più importanti per un plasma otticamente sottile 
sono:
- l'emissione in righe di risonanza dei metalli ionizzati (radiazione bound-bound); l'elettrone si muove (transizioni) tra stati elettronici legati, nei quali comunque esso viene confinato nell'atomo, in modo che la transizione viene a volte indicata come transizione "legata al confine" (da stato legato a stato legato, bound-bound),
- le ricombinazioni radiative (radiazione free-bound) a causa degli ioni più abbondanti; l'elettrone libero cede energia quando viene catturato da un atomo (da libero a legato, free-bound).
- e per temperature superiori ai 10 mK, il bremstrahlung (emissione free-free, conosciuta anche col nome di radiazione di frenamento). Quindi si tratta di un elettrone che subisce una variazione di energia cinetica passando in prossimità di uno ione e emette radiazione di frenamento (da libero a libero, free-free).

Il flusso radiativo può essere espresso come la somma di tre termini:
{\displaystyle L_{r}=n_{e}\sum n_{l}C_{lk}h\nu _{lk}+L_{rec}+L_{brems}}
dove {\displaystyle n_{e}} è il numero di elettroni per unità di volume, {\displaystyle n_{k}} il numero di ioni per unità di volume, {\displaystyle h} la costante di Planck, {\displaystyle \nu } la frequenza della radiazione emessa corrispondente al salto di energia tra i due livelli atomici {\displaystyle h\nu }, {\displaystyle C_{lk}} il coefficiente di diseccitazione collisionale relativo alla transizione ionica, {\displaystyle L_{rec}} le perdite radiative per ricombinazione e {\displaystyle L_{brems}} il contributo del bremstrahlung.
Il primo termine è dovuto all'emissione in tutte le righe spettrali. 
Con buona approssimazione, il numero di stati occupati al livello superiore di energia 
{\displaystyle n_{u}} e il numero di stati al livello inferiore 
{\displaystyle n_{l}} è dato dall'equilibrio tra l'eccitazione collisionale e l'emissione spontanea:
{\displaystyle n_{l}n_{e}C_{lu}=n_{u}A_{ul}}
dove  {\displaystyle A_{lu}} 
è la probabilità di transizione di emissione spontanea.
Il secondo termine {\displaystyle L_{rec}} viene calcolato come l'energia emessa per unità di volume e di tempo quando gli elettroni liberi sono catturati dagli ioni per ricombinarsi in atomi neutri (cattura dielettronica).
Il terzo termine {\displaystyle L_{brems}} è dovuto allo scattering degli elettroni da parte dei protoni e degli ioni a causa della forza di Coulomb: ogni carica accelerata emette radiazione secondo l'elettrodinamica classica. Questo effetto dà un apprezzabile contributo allo spettro continuo soltanto alle temperature più elevate, al di sopra di 10 MK.
Tenendo in considerazione tutti i processi dominanti di radiazione, incluse le righe satellite da stati metastabili, l'emissione di un plasma otticamente sottile può essere espressa più semplicemente come:
{\displaystyle L_{r}=n_{e}n_{H}P(T)~~{W~m^{-3}}}
dove {\displaystyle P(T)} dipende solo dalla temperatura. Infatti, tutti i meccanismi di radiazione richiedono processi collisionali e sostanzialmente dipendono dalla densità al quadrato ({\displaystyle n_{e}=n_{H}}). L'integrale lungo la linea di vista della densità al quadrato si chiama misura di emissione e viene spesso utilizzata nella astronomia dei raggi X. La funzione {\displaystyle P(T)} è stata calcolata da molti autori, ma numerose discrepanze sono ancora presenti in questi modelli: le differenze derivano essenzialmente dalle righe spettrali che includono nei loro modelli e dai parametri atomici che utilizzano.
Per calcolare il flusso radiativo di un plasma otticamente sottile, si può ricorrere all'approssimazione lineare compiuta da Rosner et al. (1978) 
confrontando i risultati di modelli diversi.

In unità c.g.s., cioè in erg cm³ s−1, la funzione P(T) può essere approssimata in ciascun intervallo di temperature indicato:
{\displaystyle P(T)\approx 10^{-21.85}~~~~~~~~~~(10^{4.3}<T<10^{4.6}K)}
{\displaystyle P(T)\approx 10^{-31}~T^{2}~~~~~~~~(10^{4.6}<T<10^{4.9}K)}
{\displaystyle P(T)\approx 10^{-21.2}~~~~~~~~~~~(10^{4.9}<T<10^{5.4}K)}
{\displaystyle P(T)\approx 10^{-10.4}~T^{-2}~~~~~(10^{5.4}<T<10^{5.75}K)}
{\displaystyle P(T)\approx 10^{-21.94}~~~~~~~~~~(10^{5.75}<T<10^{6.3}K)}
{\displaystyle P(T)\approx 10^{-17.73}~T^{-2/3}~~(10^{6.3}<T<10^{7}K)}